# Rewolucyjna Grupa Inteligencji Socjalistycznej „Świt”
Rewolucyjna Grupa Inteligencji Socjalistycznej „Świt” – lewicowo-radykalna grupa konspiracyjna utworzona w środowisku wiejskim Kielecczyzny w 1942 r. Czołowi działacze: Eugeniusz Iwańczyk, Mieczysław Świostek, Stefan Gronostaj, Adam Bakalarczyk, Tadeusz Maj, Andrzej Mos, Sylwester Wątrobiński i Tadeusz Chomań. Wydawała pismo „Świt”, zorganizowała 22-osobowy oddział partyzancki pod nazwą Samodzielna Polska Partyzantka Robotniczo-Chłopska. Początkowo działała samodzielnie, jednak w końcu 1943 r. połączyła się z Polską Partią Robotniczą a jej oddział został przekształcony w 2 Brygadę AL „Świt”.

## Literatura
Bolesław Pleśniarski, Kulturalno-oświatowa i polityczna działalność Rewolucyjnej Grupy Inteligencji Socjalistycznej „Świt” i 2. Brygady AL „Świt”, „Wojskowy Przegląd Historyczny”. R.17 (I-III 1972) nr 1 (60).